# Bill McKibben
William Ernest "Bill" McKibben, född 8 december 1960 i Palo Alto i Kalifornien, är en amerikansk författare, journalist och miljöaktivist, som under trettio år har skrivit flera böcker om global uppvärmning. För detta har han tagit emot flera priser, bland annat Right Livelihood Award 2015.

## Biografi
Bill McKibben växte upp i Palo Alto i Kalifornien. Familjen flyttade till Boston, Massachusetts på 1970-talet och McKibben gick i High School i Lexington och tog examen från Harvard University 1982. Han arbetade som redaktör vid tidskriften The New Yorker i fem år. Han blev förespråkare för fredligt motstånd. När han skrev om hemlöshet bodde han på gatorna och träffade Sue Halpern, som arbetade som advokat för hemlösa. De gifte sig och flyttade till Glens Falls strax söder om  Adirondack Mountains i delstaten New York. McKibben bor numera med sin familj i Middlebury, Vermont.

## Författarskap
1989 gav McKibben ut The End of Nature som anses vara den första boken för allmänheten om global uppvärmning. Några år senare kom boken The Age of Missing Information, efter att ha spelat in 100-tals radioprogram och TV stationer under en dag och sedan analyserat informationen. 1997 kom boken Hope, Human and Wild som beskriver två samhällen med små fotavtryck i naturen, Curitiba i Brasilien och Kerala i Indien. I boken Deep economics  tar han upp brister i tillväxtekonomin och ser en övergång till mer lokal ekonomi.
McKibben skrev regelbundet artiklar i tidskrifter som The New York Times, The Atlantic, Harper's Magazine, The New York Review of Books, National Geographic, Rolling Stone med flera.

### Peoples Climate March

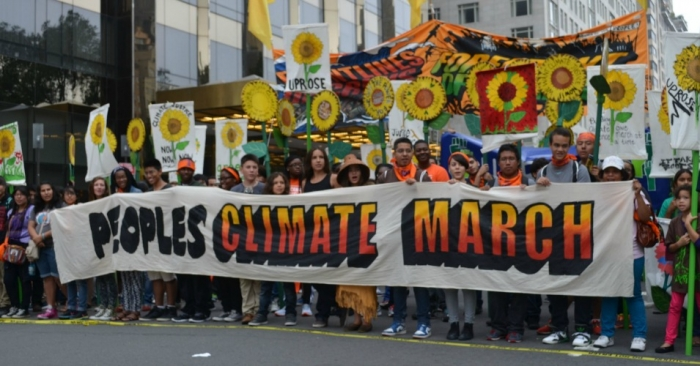
People's Climate March, New York 2014